# Панченко Юрій Петрович
Юрій Петрович Панченко (нар. 5 лютого 1959, Київ) — український радянський, потім російський волейболіст, після завершення ігрової кар'єри — тренер.

## Життєпис
Народжений у м. Києві (за одними даними — 5 лютого 1959 року, за іншими — 1 лютого 1960).
Закінчив Київський державний інститут фізичної культури (нині Національний університет фізичного виховання і спорту України).
У сезоні 2000—2001 року тренував команду клубу «Copra Junior Volley 90», який виступав у Серії А2.

### Досягнення
- бронзовий призер Спартакіади СССР у складі збірної УРСР.